# Potamethus filiformis
Potamethus filiformis är en ringmaskart som beskrevs av Hartmann-Schröder 1977. Enligt Catalogue of Life ingår Potamethus filiformis i släktet Potamethus och familjen Sabellidae, men enligt Dyntaxa är tillhörigheten istället släktet Potamethus och familjen Sabellariidae. Arten har ej påträffats i Sverige. Inga underarter finns listade i Catalogue of Life.